# Assemblea Prefectural de Nara
L'Assemblea Prefectural de Nara (奈良県議会, Nara-ken Gikai) és l'òrgan legislatiu de la Prefectura de Nara, al Japó.
Està formada per, des de les eleccions de 2019, 43 membres elegits tots ells cada quatre anys en 16 circumscripcions electorals per vot únic no transferible. Aquestes circumscripcions comprenen els municipis de la prefectura (ciutats i ciutats nucli) i els districtes, els quals comprenen les viles i els pobles.
L'assemblea té la responsabilitat de redactar i esmenar les lleis prefecturals, l'aprovació del pressupost de la prefectura i votar en designacions administratives importants fetes pel Governador de Nara. També pot votar el nomenament de alts càrrecs del govern prefectural, com els vice-governadors.

## Història
L'Assemblea Prefectural de Nara es fundà l'any 1888, amb l'abolició de la província de Yamato i la creació de la prefectura de Nara. La primera seu de l'assemblea i lloc de reunió dels seus membres va ser el saló principal del Tōdai-ji. Les primeres eleccions se celebraren el 1887.
Des de les primeres eleccions locals democràtiques de l'any 1947, l'assemblea prefectural de Nara sempre s'ha mantingut dins del calendari unificat d'eleccions locals japoneses.
Com a dada curiosa, cal remarcar que, en tota la història democràtica de la prefectura de Nara, el partit que sempre ha eixit guanyador ha estat el Partit Liberal Democràtic.

## Composició actual

### Per afiliació política
Després de les eleccions prefecturals el govern està format per una majoria parlamentària dels liberal-demòcrates, que van vèncer les eleccions amb 22 escons dels 43 totals de la cambra. La composició després de les eleccions del 2019 és la següent:
| Partit | Partit                          | Partit | Membres |
| ------ | ------------------------------- | ------ | ------- |
|        | Partit Liberal Democràtic       | PLD    | 22 / 43 |
|        | Partit Democràtic per a la Gent | PDG    | 5 / 43  |
|        | Partit Comunista del Japó       | PCJ    | 4 / 43  |
|        | Nippon Ishin no Kai             | PRJ    | 4 / 43  |
|        | Kōmeitō                         | KMT    | 3 / 43  |
|        | Independents                    | Ind    | 5 / 43  |
|        | Escons vacants                  |        | 0 / 43  |

### Grups parlamentaris
| Grup Parlamentari | Grup Parlamentari                 | Components            | Líder              | Total |
|                   | Partit Liberal Democràtic         | PLD: 11               | Takeo Deguchi      | 11    |
|                   | Partit Liberal Democràtic de Nara | PLD: 9                | Tomoshi Tsubutani  | 9     |
|                   | Sōsei Nara                        | Independents: 5       | Shōshi Kawaguchi   | 5     |
|                   | Shinsei Nara                      | PDG: 4 Independent: 1 | Yoshitsugu Fujino  | 5     |
|                   | Partit Comunista del Japó         | PCJ: 4                | Sachiho Yamamura   | 4     |
|                   | Nippon Ishin no Kai               | Ishin: 4              | Tsutomu Shimizu    | 4     |
|                   | Kōmeitō                           | Kōmeitō: 3            | Masahiro Ookuni    | 3     |
|                   | Partit Liberal Democràtic Kizuna  | PLD: 2                | Munehiro Matsumoto | 2     |

## Circumscripcions electorals[3]
| Circumscripció                    | Membres | Mapa |
| --------------------------------- | ------- | ---- |
| Districte de Yamabe i Nara        | 11      |      |
| Ikoma                             | 4       |      |
| Districte de Takaichi i Kashihara | 4       |      |
| Districte d'Ikoma                 | 3       |      |
| Districte de Kitakatsuragi        | 3       |      |
| Yamatokōriyama                    | 3       |      |
| Districte de Shiki                | 2       |      |
| Yamatotakada                      | 2       |      |
| Sakurai                           | 2       |      |
| Kashiba                           | 2       |      |
| Districte de Yoshino              | 2       |      |
| Tenri                             | 2       |      |
| Gojō                              | 1       |      |
| Katsuragi                         | 1       |      |
| Gose                              | 1       |      |
| Districte d'Uda i Uda             | 1       |      |

## Històric de resultats
Degut a la manca de dades, no consten els resultats anteriors a 1983. Apareixen en negreta les candidatures guanyadores a cada elecció.
| Històric de diputats a l'Assemblea Prefectural de Nara. |             |      |      |      |      |      |      |      |      |      |      |      |
| Candidatura                                             | Candidatura | 1979 | 1983 | 1987 | 1991 | 1995 | 1999 | 2003 | 2007 | 2011 | 2015 | 2019 |
|                                                         | PLD         | ??   | 25   | 25   | 28   | 23   | 19   | 23   | 20   | 20   | 18   | 22   |
|                                                         | PSJ/PSD     | ??   | 7    | 10   | 10   | 4    | 3    | 2    | 1    | 1    | 1    | -    |
|                                                         | PNF/PD/PDG  | -    | -    | -    | -    | 2    | 6    | 5    | 7    | 8    | 4    | 4    |
|                                                         | PCJ         | ??   | 1    | 5    | 2    | 3    | 3    | 3    | 5    | 5    | 5    | 4    |
|                                                         | KMT         | ??   | 4    | 3    | 3    | 3    | 2    | 2    | 3    | 3    | 3    | 3    |
|                                                         | PRJ/Ishin   | -    | -    | -    | -    | -    | -    | -    | -    | -    | 5    | 4    |
|                                                         | PDS         | ??   | 1    | 0    | 1    | -    | -    | -    | -    | -    | -    | -    |
|                                                         | YP          | -    | -    | -    | -    | -    | -    | -    | -    | 1    | -    | -    |
|                                                         | PM          | ??   | 0    | 0    | 0    | 0    | 1    | -    | -    | -    | -    | -    |
|                                                         | Ind         | ??   | 7    | 4    | 4    | 15   | 14   | 13   | 8    | 6    | 6    | 6    |
| Total                                                   | Total       | ??   | 45   | 47   | 48   | 50   | 48   | 48   | 44   | 44   | 44   | 43   |
| Fonts:                                                  |             |      |      |      |      |      |      |      |      |      |      |      |